# St. Anthony’s Seminary
St. Anthony’s Seminary hieß eine Privatschule der Römisch-katholischen Kirche. Sie befand sich in Santa Barbara, Kalifornien und wurde von den Franziskanern betrieben. Sie wurde 1896 eröffnet und 1987 geschlossen.

## Sexueller Missbrauch
Eine Untersuchung aus dem Jahre 1993 legte eine Reihe von Fällen sexuellen Missbrauchs offen: Im Zeitraum 1964 bis 1987 missbrauchten elf Täter mindestens 34 Opfer im Alter zwischen 7 und 14 Jahren. Berichtet wurden auch der Konsum von Alkohol und anderen Drogen. Viele Opfer realisierten die Zusammenhänge zwischen den Ursachen und den seelischen und gesundheitlichen Folgen erst ab ihrem vierten Lebensjahrzehnt oder später und waren durch schmerzhafte Erfahrungen gegangen, um zu erkennen, dass ihre Schäden dauerhaft und unausweichlich waren.
Als seelische Folgen werden in zusammenfassenden Darstellungen unter anderem Depressionen und Dissoziation beschrieben.
Siehe auch: Sexueller Missbrauch in der römisch-katholischen Kirche